# Ove Eklund
Ove Roland Eklund (ur. 30 stycznia 1946 w Köping) – szwedzki piłkarz występujący na pozycji napastnika.

## Kariera klubowa
Eklund rozpoczął karierę w 1966 w trzecioligowym zespole Hallstahammars SK, z którym w tamtym roku awansował do drugiej ligi. W 1968 został zawodnikiem pierwszoligowego klubu Åtvidabergs FF, a w debiutanckim sezonie 1968 został królem strzelców ligi z 16 bramkami. W sezonie 1970 wywalczył z zespołem wicemistrzostwo Szwecji oraz Puchar Szwecji.
W 1971 przeszedł do belgijskiego Royalu Antwerp FC. W lidze belgijskiej zadebiutował 5 września 1971 w przegranym 2:4 meczu z RFC Liège i strzelił wówczas gola. W sezonie 1973/1974 wywalczył z zespołem wicemistrzostwo Belgii.
W grudniu 1974 odszedł do francuskiego Stade de Reims. Swój pierwszy mecz w Division 1 rozegrał 15 grudnia 1974 przeciwko Bastii (0:1). Po zakończeniu sezonu 1974/1975 wrócił do Åtvidabergs FF, z którym w sezonie 1976 spadł z pierwszej ligi do drugiej. W 1977 roku zakończył karierę.

## Statystyki ligowe
| Rozgrywki   | Poziom | Kraj    | Mecze | Gole |
| ----------- | ------ | ------- | ----- | ---- |
| Allsvenskan | I      | Szwecja | 96    | 47   |
| Division 1  | I      | Belgia  | 85    | 23   |
| Division 1  | I      | Francja | 5     | 0    |

## Kariera reprezentacyjna
W reprezentacji Szwecji zadebiutował 25 czerwca 1969 w wygranym 1:0 towarzyskim meczu z Danią, w którym zdobył bramkę. W latach 1969–1973 w drużynie narodowej rozegrał 14 spotkań i zdobył cztery bramki.